# Bud Houser
Bud Houser (eigentlich Lemuel Clarence Houser; * 25. September 1901 in Winigan, Missouri; † 1. Oktober 1994 in Gardena, Kalifornien) war ein US-amerikanischer Diskuswerfer und Olympiasieger.

## Karriere

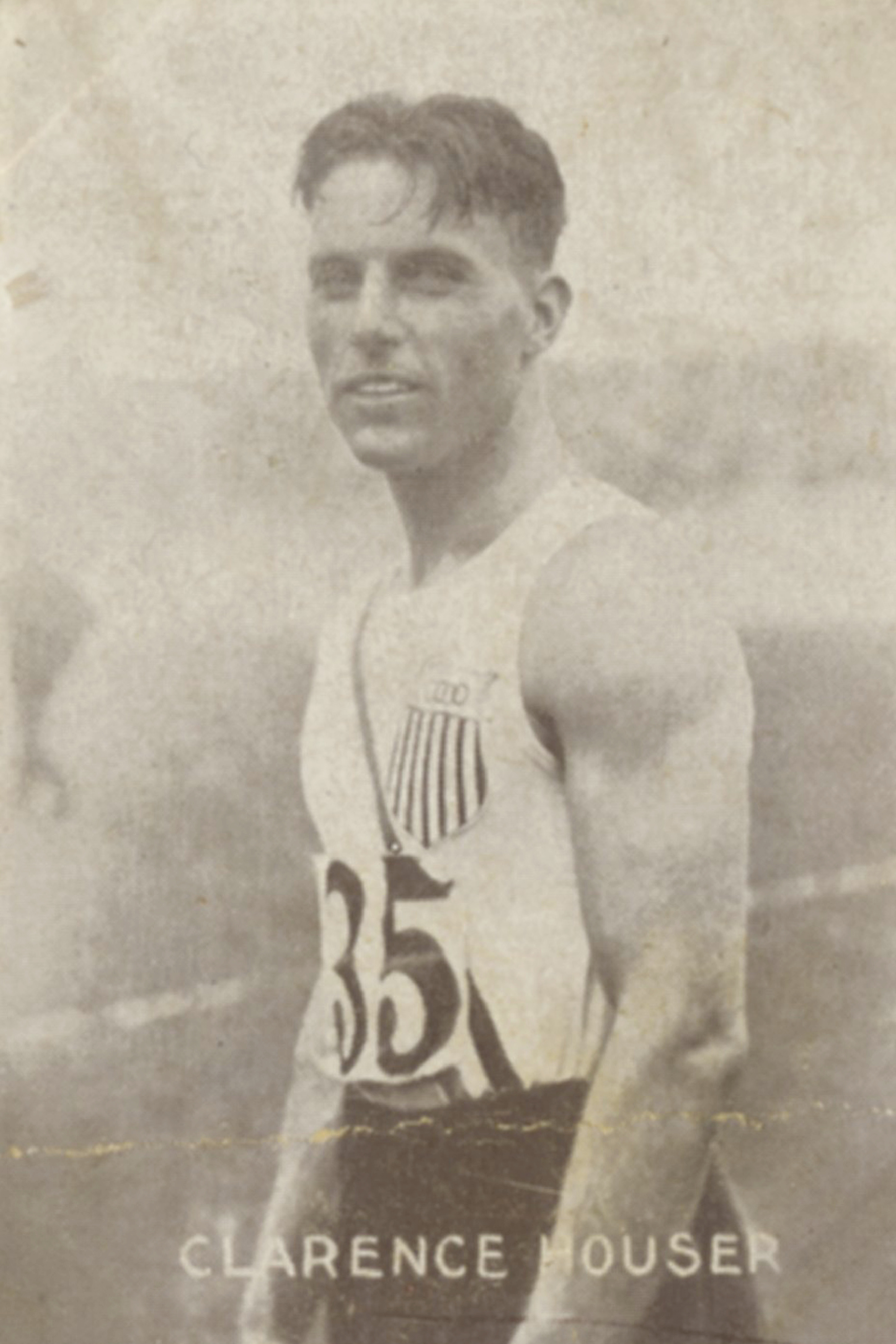
Bud Houser 1928

Von 1921 bis 1928 belegte er immer einen vorderen Platz in der Weltjahresbestenliste. Den ersten Platz erreichte er nur 1926, als er am 3. April in Palo Alto mit 48,20 m einen Weltrekord aufstellte. Diese Leistung sollte seine beste bleiben. Im Kugelstoßen war Houser von 1924 bis 1926 Zweiter der Weltjahresbestenliste, seine Bestleistung waren 15,42 m.
Bei den Olympischen Spielen 1924 in Paris gewann er mit 14,995 m im Kugelstoßen und mit 46,155 m im Diskuswurf zwei olympische Goldmedaillen. Diesen Doppelsieg schafften in der Geschichte der Olympischen Spiele außer ihm nur Robert Garrett 1896 und Martin Sheridan bei den Olympischen Zwischenspielen 1906. Bei den Olympischen Spielen 1928 in Amsterdam konnte Houser mit 47,32 m erneut Olympiasieger im Diskuswurf werden.
Nach Beendigung seiner sportlichen Karriere war Houser als Zahnarzt in Palm Springs tätig.